# Bahnstrecke Bufleben–Großenbehringen
| Bahnhof Brüheim-Sonneborn um 1994 |                      |                           |                           |
| |                      |                           |                           |
| Streckennummer (DB): | 6712                 |                           |                           |
| Kursbuchstrecke (DB): | 607                  |                           |                           |
| Kursbuchstrecke: | 171 (1934)           |                           |                           |
| Streckenlänge: | 17,2 km              |                           |                           |
| Spurweite: | 1435 mm (Normalspur) |                           |                           |
| |                      |                           |                           |
| \| \| \| von Leinefelde \| \| \| \| 0,00 \| Bufleben \| Bufleben \| \| \| \| nach Gotha \| \| \| \| 2,06 \| Warza \| Warza \| \| \| 4,68 \| Goldbach \| Goldbach \| \| \| \| Nesse \| \| \| \| 6,88 \| Wangenheim \| Wangenheim \| \| \| 8,50 \| Eberstädt \| Eberstädt \| \| \| 10,62 \| Brüheim-Sonneborn \| Brüheim-Sonneborn \| \| \| 13,36 \| Friedrichswerth \| Friedrichswerth \| \| \| \| Bieberbach \| \| \| \| 18,00 \| Truppenübungsplatz Kindel \| Truppenübungsplatz Kindel \| \| \| 17,21 \| Großenbehringen \| Großenbehringen \| |                      |                           |                           |
| Strecke |                      | von Leinefelde            | von Leinefelde            |
| Bahnhof | 0,00                 | Bufleben                  | Bufleben                  |
| Abzweig ehemals geradeaus und nach links |                      | nach Gotha                | nach Gotha                |
| Haltepunkt / Haltestelle (Strecke außer Betrieb) | 2,06                 | Warza                     | Warza                     |
| Bahnhof (Strecke außer Betrieb) | 4,68                 | Goldbach                  | Goldbach                  |
| Brücke über Wasserlauf (Strecke außer Betrieb) |                      | Nesse                     | Nesse                     |
| Bahnhof (Strecke außer Betrieb) | 6,88                 | Wangenheim                | Wangenheim                |
| Bahnhof (Strecke außer Betrieb) | 8,50                 | Eberstädt                 | Eberstädt                 |
| Bahnhof (Strecke außer Betrieb) | 10,62                | Brüheim-Sonneborn         | Brüheim-Sonneborn         |
| Bahnhof (Strecke außer Betrieb) | 13,36                | Friedrichswerth           | Friedrichswerth           |
| Brücke über Wasserlauf (Strecke außer Betrieb) |                      | Bieberbach                | Bieberbach                |
| Abzweig geradeaus und nach links (Strecke außer Betrieb) · Betriebsstelle Streckenende und quer (Strecke außer Betrieb) | 18,00                | Truppenübungsplatz Kindel | Truppenübungsplatz Kindel |
| Kopfbahnhof Streckenende (Strecke außer Betrieb) | 17,21                | Großenbehringen           | Großenbehringen           |

Die Bahnstrecke Bufleben–Großenbehringen (Nessetalbahn) war eine Nebenbahn in Thüringen. Sie zweigte in Bufleben von der Bahnstrecke Gotha–Leinefelde ab und führte über Friedrichswerth nach Großenbehringen.

## Geschichte

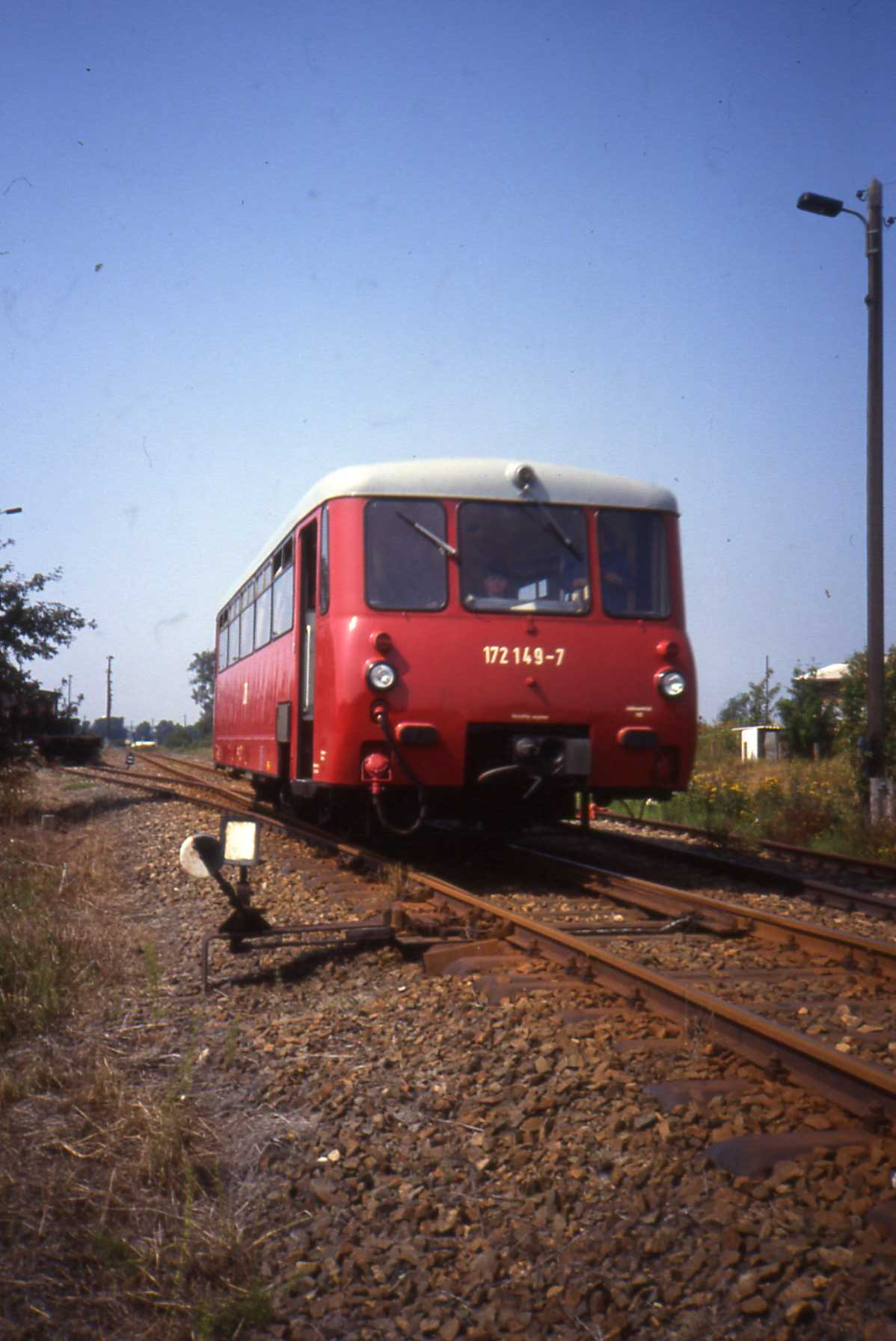
Ferkeltaxe der Baureihe 172 in Friedrichswerth

Eröffnet wurde die Strecke am 1. Mai 1890. Nach dem Zweiten Weltkrieg wurde die Strecke am 15. September 1947 stillgelegt und anschließend als Reparationsleistung abgebaut.
Um den sowjetischen Truppenübungsplatz Kindel an das Eisenbahnnetz anzuschließen, erfolgten der Wiederaufbau der Strecke bis Friedrichswerth und eine Verlängerung bis zum Truppenübungsplatz. Dieser Abschnitt wurde am 10. Oktober 1954 in Betrieb genommen, die Trasse zwischen Friedrichswerth und Behringen wurde nicht wiederaufgebaut. Nach Abzug der sowjetischen Truppen wurde der Anschluss des Truppenübungsplatzes nicht mehr benötigt. Der Güterverkehr wurde zum 31. Dezember 1994 eingestellt.
Der Personenverkehr wurde zum  26. Mai 1995 abbestellt. Am 22. Juni 1995 genehmigte das Eisenbahn-Bundesamt die Stilllegung, die dann zum  28. September 1995 vollzogen wurde. Als einzige Betriebsstelle war bis zum letzten Tag des Schienenverkehrs der zum Schrankenposten degradierte Bahnhof Brüheim-Sonneborn besetzt. Selbst Fahrkartenverkauf war noch möglich. Die Streckenhöchstgeschwindigkeit lag zu diesem Zeitpunkt bei 30 km/h; es gab zahlreiche Langsamfahrstellen (La-Stellen).
Die Einbindung des Bahnhofs Bufleben wurde mit der Ertüchtigung der Strecke Gotha–Bad Langensalza entfernt. Im Dezember 2007 begannen die Abbauarbeiten der Gleisanlagen. Auf der Trasse entsteht der Nessetal-Radweg. 2011 wurden die ersten Bauabschnitte zwischen Goldbach und dem Flugplatz Eisenach-Kindel fertiggestellt.

## Fahrzeugeinsatz
Die Strecke wurde durch den Einsatz der Akkutriebwagen der Reihe AT 581–616 bekannt.
In den letzten Betriebsjahren kamen Triebwagen der DR-Baureihe 171/172 (DB-Baureihe 771/772) zum Einsatz.